# Islotes Inútil
Die Islotes Inútil (spanisch für Nutzlos-Inseln) sind eine Gruppe aus vier kleinen Inseln vor der Danco-Küste des Grahamlands auf der Antarktischen Halbinsel. Sie liegen, umgeben von Klippenfelsen, zwischen den Landspitzen Punta Gutiérrez und Punta Soffia östlich der Bryde-Insel im Paradise Harbour.
Wissenschaftler der 5. Chilenischen Antarktisexpedition (1950–1951) kartierten und benannten sie. Der weitere Benennungshintergrund ist nicht überliefert.